# Hej Hitler!
Hej Hitler! (Nya Idiotier Med E. Hitler & Luftwaffe) er en kassette af den svenske musikeren og komponisten Errol Norstedt fra 1985.
De mest berømte sangene på kassetten er "Den Runkande Spårvagnschauffören", "Herr Karlsson Är Ett Svin" (dedikeret til Bert Karlsson) og "Alla Tiders Fyllekalas". "Alla Tiders Fyllekalas" er også navnet på en samling CD'er indeholdende materiale fra Errol Norstedts kassettsproduktion og uudgivne sange.
Introt til sangen "Herr Karlsson Är Ett Svin" har samme melodie som "Främling" af Carola Häggkvist.
Sangen "Fis-Disco" er også udgivet på en singel, der var inkluderet i en LP-boks fra 1984.
Alvin Stardust-Runk er en parodie på Alvin Stardust.

## Spor
Side A.
1. "Fåntratt Shuffle" - 02:55
2. "Den Runkande Spårvagnschauffören" - 03:40
3. "Häcken Swing" - 03:25
4. "A Brand New Bill" - 02:33
5. "Alvin Stardust-Runk" - 03:06
6. "Fis-Disco" - 04:11
7. "Do The Hode" - 02:40
8. "Rumsakustikrock" - 04:36
9. "Fula Ord" - 03:45

Side B
1. "Ayatollah Khomeini" - 02:54
2. "Herr Karlsson Är Ett Svin" - 03:37
3. "Willy" - 03:24
4. "Alla Tiders Fyllekalas" - 02:31
5. "Slao Maj Pao Mitt Hode" - 03:17
6. "Great Balling Show" - 04:09
7. "Psychedelic" - 03:50
8. "Anti-Brännvins Blues" - 03:46
9. "Stå Å Peta Näsan" - 03:32

### Sangtitler på dansk
- Fåntratt Shuffle - Fjolleshuffle.
- Den Runkande Spårvagnschauffören - Den Onanerende Sporvognschauffør.
- Häcken Swing - Numsen Swing.
- Fisdisco - Prutdisco.
- Rumsakustiskrock - Værelseakustiskkrock.
- Fula Ord - Hæslige Ord.
- Herr Karlsson Är Ett Svin - Hr. Karlsson Er Et Svin.
- Alla Tiders Fyllekalas - Alle Tiders Drukfest.
- Slao Mig Pao Mitt Hode - Slå Mig På Hovedet.
- Anti-Brännvinsblues - Anti-Brændevin Blues.
- Stå Å' Peta Näsan - Stå Og Stik I Næsen.